# تحصیل دکری
تحصیل دکری (به انگلیسی: Dokri Taluka) یک منطقهٔ مسکونی در پاکستان است که در ایالت سند واقع شده‌است. تحصیل دکری ۴ کیلومتر مربع مساحت و ۱۲۵٬۰۰۰ نفر جمعیت دارد و ۳۹ متر بالاتر از سطح دریا واقع شده‌است.